# دانيال خاراميو
دانيال خاراميو (بالإسبانية: Daniel Jaramillo) هو دراج كولومبي، ولد في 15 يناير 1991 في Jardín ‏ في كولومبيا.

## وصلات خارجية
- دانيال خاراميو على موقع الاتحاد الدولي للدراجات (الإنجليزية)
- دانيال خاراميو على موقع أرشيف الدراجات (الإنجليزية)
- دانيال خاراميو على موقع إحصائيات الدراجات الإحترافية (الإنجليزية)
- دانيال خاراميو على موقع نسبة الدراجات (الإنجليزية)
- دانيال خاراميو على موقع CycleBase (الإنجليزية)